# 호스트 (아프가니스탄)

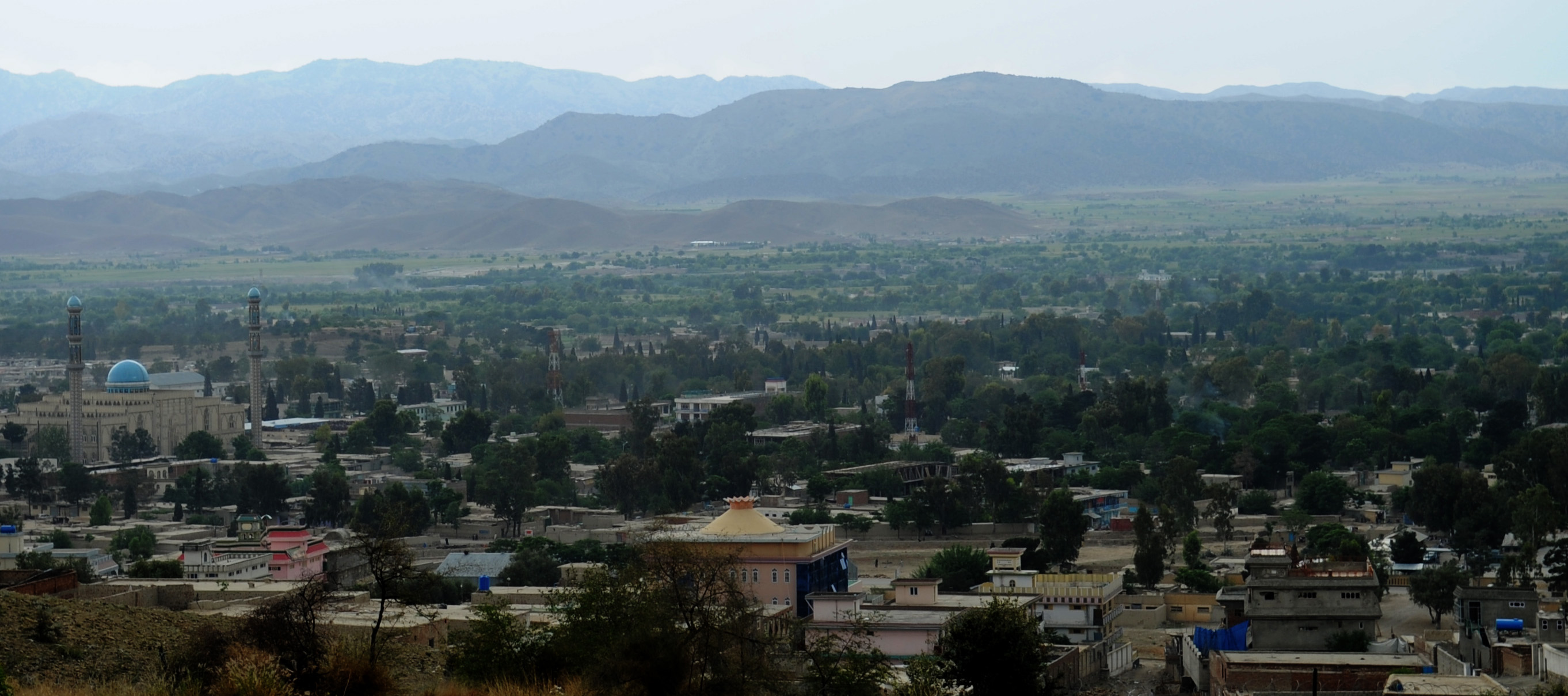

호스트(파슈토어/페르시아어:خوست)는 아프가니스탄 동부에 위치한 도시로 호스트주의 주도이다. 호스트는 파키스탄 연방 직할 부족 지역과 반누 내에 있는 북와지리스탄과 국경을 맞대고 있다. 호스트 시의 인구는 약 160,000명이며 전체 주 인구는 100만 명 정도이다. 호스트에는 다양한 부족들이 살고 있다. 그 중 주요 부족으로는 자드란, 망갈, 자지, 타니, 구르바즈, 무크발, 그리고 사바리 등이 있다. 2015년 기준으로 호스트는 106,083명의 인구를 보유하고 있다. 전체 지역은 6개의 지구로 나뉘며 총 면적은 7,139 헥타르이다. 전체 가구의 수는 11,787개이다.
1980년대에 9년 동안 일어난 소련–아프가니스탄 전쟁 동안, 호스트는 1983년 7월부터 1987년 11월까지 포위당하였다. 호스트 비행장은 2,700m의 활주로를 보유하며, 소련 군대의 헬리콥터 작전 기지로 사용되었었다.
미군은 호스트 비행장을 아프가니스탄 전쟁 (2001년~2021년) 동안 사용해왔다.
호스트는 호스트 대학의 연고지이다. 호스트에 거주하고 있는 사람들은 파슈토어를 쓰는 파슈툰인들이다. 호스트 모스크는 도시의 메인 모스크로 사용되고 있다.

## 기후
| Khost, Afghanistan의 기후                 | Khost, Afghanistan의 기후 | Khost, Afghanistan의 기후 | Khost, Afghanistan의 기후 | Khost, Afghanistan의 기후 | Khost, Afghanistan의 기후 | Khost, Afghanistan의 기후 | Khost, Afghanistan의 기후 | Khost, Afghanistan의 기후 | Khost, Afghanistan의 기후 | Khost, Afghanistan의 기후 | Khost, Afghanistan의 기후 | Khost, Afghanistan의 기후 | Khost, Afghanistan의 기후 |
| 월                                        | 1월                       | 2월                       | 3월                       | 4월                       | 5월                       | 6월                       | 7월                       | 8월                       | 9월                       | 10월                      | 11월                      | 12월                      | 연간                      |
| ----------------------------------------- | ------------------------- | ------------------------- | ------------------------- | ------------------------- | ------------------------- | ------------------------- | ------------------------- | ------------------------- | ------------------------- | ------------------------- | ------------------------- | ------------------------- | ------------------------- |
| 역대 최고 기온 °C (°F)                    | 22.1 (71.8)               | 26.9 (80.4)               | 32.3 (90.1)               | 37.0 (98.6)               | 40.2 (104.4)              | 46.4 (115.5)              | 41.5 (106.7)              | 37.8 (100.0)              | 40.0 (104.0)              | 33.2 (91.8)               | 29.0 (84.2)               | 22.0 (71.6)               | 46.4 (115.5)              |
| 일평균 최고 기온 °C (°F)                  | 12.7 (54.9)               | 13.8 (56.8)               | 19.1 (66.4)               | 25.1 (77.2)               | 30.3 (86.5)               | 35.4 (95.7)               | 33.6 (92.5)               | 32.3 (90.1)               | 30.5 (86.9)               | 26.4 (79.5)               | 20.1 (68.2)               | 14.8 (58.6)               | 24.5 (76.1)               |
| 일일 평균 기온 °C (°F)                    | 4.8 (40.6)                | 7.0 (44.6)                | 12.2 (54.0)               | 17.5 (63.5)               | 22.6 (72.7)               | 28.0 (82.4)               | 27.4 (81.3)               | 26.4 (79.5)               | 23.3 (73.9)               | 17.9 (64.2)               | 11.0 (51.8)               | 6.4 (43.5)                | 17.0 (62.6)               |
| 일평균 최저 기온 °C (°F)                  | −0.9 (30.4)               | 1.1 (34.0)                | 5.8 (42.4)                | 10.4 (50.7)               | 14.3 (57.7)               | 19.8 (67.6)               | 21.3 (70.3)               | 21.2 (70.2)               | 16.5 (61.7)               | 10.3 (50.5)               | 3.6 (38.5)                | 0.0 (32.0)                | 10.2 (50.4)               |
| 역대 최저 기온 °C (°F)                    | −8.5 (16.7)               | −10.4 (13.3)              | −3.3 (26.1)               | 1.0 (33.8)                | 5.4 (41.7)                | 9.5 (49.1)                | 13.3 (55.9)               | 14.6 (58.3)               | 7.2 (45.0)                | 0.0 (32.0)                | −6 (21)                   | −5.5 (22.1)               | −10.4 (13.3)              |
| 평균 강수량 mm (인치)                     | 25.9 (1.02)               | 53.6 (2.11)               | 61.8 (2.43)               | 65.2 (2.57)               | 39.8 (1.57)               | 21.6 (0.85)               | 75.9 (2.99)               | 62.0 (2.44)               | 30.5 (1.20)               | 7.7 (0.30)                | 11.6 (0.46)               | 20.9 (0.82)               | 476.5 (18.76)             |
| 평균 강수일수 (≥ 1.0 mm)                  | 4.1                       | 5.8                       | 9.2                       | 9.1                       | 5.7                       | 2.5                       | 7.9                       | 7.0                       | 3.6                       | 2.2                       | 2.2                       | 3.1                       | 62.4                      |
| 평균 상대 습도 (%)                        | 60                        | 62                        | 62                        | 59                        | 50                        | 46                        | 63                        | 68                        | 62                        | 56                        | 56                        | 59                        | 59                        |
| 평균 월간 일조시간                        | 198.4                     | 183.6                     | 207.7                     | 234.0                     | 291.4                     | 285.0                     | 251.1                     | 248.0                     | 270.0                     | 251.1                     | 243.0                     | 176.7                     | 2,840                     |
| 출처 1: NOAA (1972-1983)                  |                           |                           |                           |                           |                           |                           |                           |                           |                           |                           |                           |                           |                           |
| 출처 2: (sunshine and precipitation days) |                           |                           |                           |                           |                           |                           |                           |                           |                           |                           |                           |                           |                           |

## 역사

### 소련-아프가니스탄 전쟁
소련-아프가니스탄 전쟁 동안, 호스트는 8여년 넘게 주요 작전 대상 지역으로 지목되었다. 붉은 군대의 아프가니스탄 침공 이후 곧바로 아프가니스탄 무자헤딘 게릴라군이 호스트와 가르데즈 사이의 육로를 장악하여, 소련의 진입을 효과적으로 막고 있었다.
쟈와르 키리 동굴 기지에 대한 공격 기간 동안, 소련은 호스트 비행장에 밀 Mi-8을 무장한 헬리콥터 운송선을 배치하여 전장에 군대를 투입시키는 집결지로 이용하였다.

### 토지 이용
호스트는 파키스탄 접경 지역에 있는 동부 아프가니스탄의 주도이다. 동부 지구들 (1-3)은 수림과 주거지로 분포되어 있으며 서부 지구들 (4-5)은 조금 더 척박한 토지와 주거지로 분포되어 있다. 전체 토지 이용의 5%는 여러 수로들로 환산된다.

### 아프가니스탄 전쟁 (2001-현재)

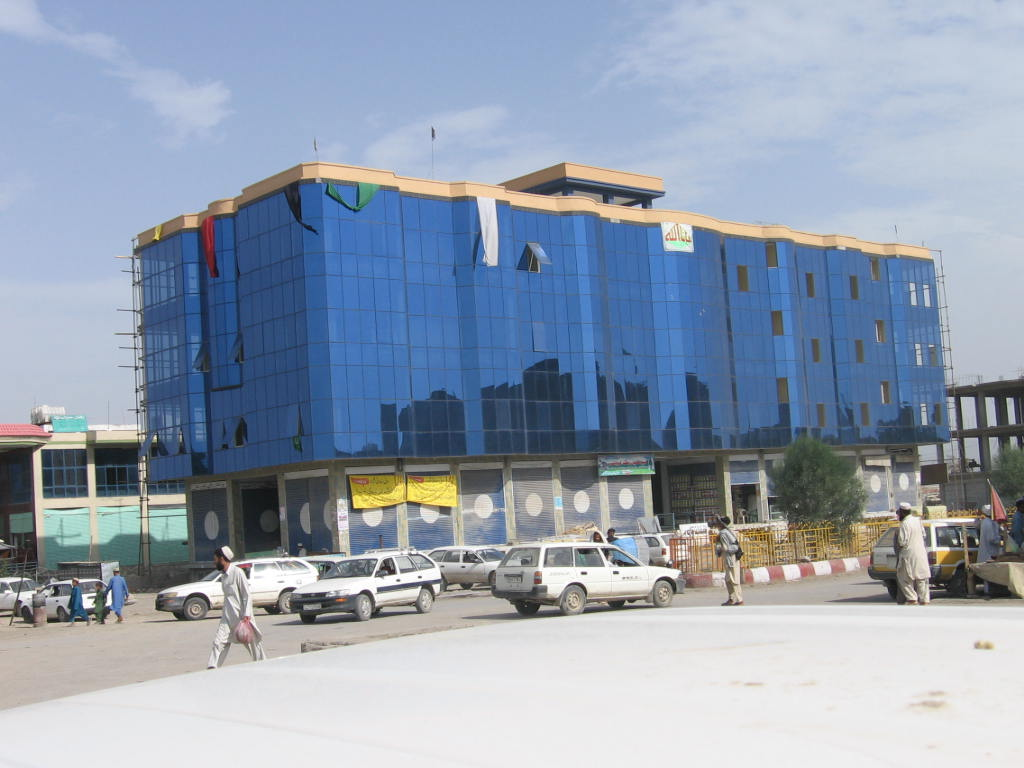
2007년 마을 중심에 건설 중인 비즈니스 센터

호스트는 2001년 아프가니스탄 전쟁 (2001년~2021년) 발발 이후로 계속 미국의 통제 아래 있다. 동부 아프가니스탄에 위치한 지리적인 요인에 의해, 미군을 몰아내기 위한 반란 활동의 온상지였다. 여타 다른 지역들처럼, 호스트는 기동대와 지역 재건팀 (PRT)의 주요 도시이다. 기동대는 반란 세력에 대항하고 아프가니스탄 국군과 아프가니스탄 경찰과 작전에 합류하는 동안, PRT는 재건 작업을 담당한다.

## 같이 보기
- 아프가니스탄의 도시 목록